# Fragaria nilgerrensis
Fragaria nilgerrensis là loài thực vật có hoa trong họ Hoa hồng. Loài này được Schltdl. ex J. Gay mô tả khoa học đầu tiên năm 1857.